# Union Sportive Auvelais
US Auvelais was een Belgische voetbalclub uit Auvelais. De club was aangesloten bij de KBVB met stamnummer 238. De club speelde enkele seizoenen in de nationale reeksen, maar ging in 1945 op in fusieclub UBS Auvelais.

## Geschiedenis
In 1922 werd Union Sportive Auvelais opgericht De club sloot zich aan bij de Belgische Voetbalbond, waar men bij de invoering van de stamnummers in 1926 het stamnummer 238 kreeg toegekend. De club ging in de regionale reeksen spelen.
In 1932 bereikte US Auvelais voor het eerst de nationale bevorderingsreeksen, in die tijd het derde niveau. De club kon er zich goed handhaven. In het tweede seizoen, 1933/34, werd Auvelais zelfs tweede in zijn reeks, weliswaar op vijf punten van reekswinnaar Racing FC Montegnée. Men kon deze prestatie niet herhalen en een jaar later eindigde men op een voorlaatste plaats, een degradatieplaats. Na drie jaar zakte Auvelais weer uit de nationale reeksen.
Een seizoen later, in 1936, promoveerde US Auvelais opnieuw naar de nationale Bevordering. De club kon er zich handhaven in de middenmoot, tot men in 1939 allerlaatste eindigde. Opnieuw degradeerde men na drie seizoenen uit de nationale reeksen.
Tijdens de Tweede Wereldoorlog speelde US Auvelais niet meer op nationaal niveau. In 1945 ging men een fusie aan met Amicale Jemeppe-sur-Sambre. Volgens de bondsreglementen uit die tijd moest een fusieclub met een nieuw stamnummer aansluiten bij de voetbalbond. De fusieclub werd Union Basse-Sambre Auvelais (UBS Auvelais) genoemd en sloot zich met stamnummer 4290 aan bij de Belgische Voetbalbond. Stamnummer 238 werd definitief geschrapt. De fusieclub zou de volgende jaren en decennia nog regelmatig opduiken in de nationale reeksen. Kort na de fusie werd in Auvelais een tweede club opgericht, Union Sarthoise Auvelais, afgekort US Auvelais, net zoals de club die in de fusie was opgegaan.